# Coyoteite
La coyoteite è un minerale.